# Acid perbromic
Acid perbromic là hợp chất vô cơ có công thức hóa học là HBrO4. Nó là một acid oxy hóa của brom. Acid perbromic không ổn định và không thể được điều chế bằng cách chuyển chlor thành brom từ acid perchloric, nó chỉ có thể được điều chế bằng cách proton hóa ion perbromat.
Acid perbromic là một acid mạnh và có tính oxy hóa mạnh. Nó là hợp chất kém bền nhất trong số các acid halogen hóa trị VII. Nó phân hủy nhanh chóng thành acid bromic và khí oxy. Nó cũng như nhiều loại acid khác, có thể phản ứng với base để tạo thành muối perbromat.